# Fresno de Torote
Fresno de Torote település Spanyolországban, Madrid tartományban. Fresno de Torote Daganzo de Arriba, Valdeolmos-Alalpardo, Ribatejada, Valdeavero, Torrejón del Rey és Camarma de Esteruelas községekkel határos. Lakosainak száma 2548 fő (2024).

## Népesség
A település népessége az utóbbi években az alábbiak szerint változott:
| Lakosok száma | 722  | 1324 | 1778 | 2074 | 2089 | 2020 | 2115 | 2221 | 2444 | 2548 |
|               | 2001 | 2004 | 2007 | 2009 | 2012 | 2014 | 2017 | 2019 | 2022 | 2024 |